# 二上山城 (大和国)
二上山城（にじょうざんじょう）は、奈良県葛城市加守、染野及び大阪府南河内郡太子町大字山田周辺にあった日本の城（山城）。

## 沿革

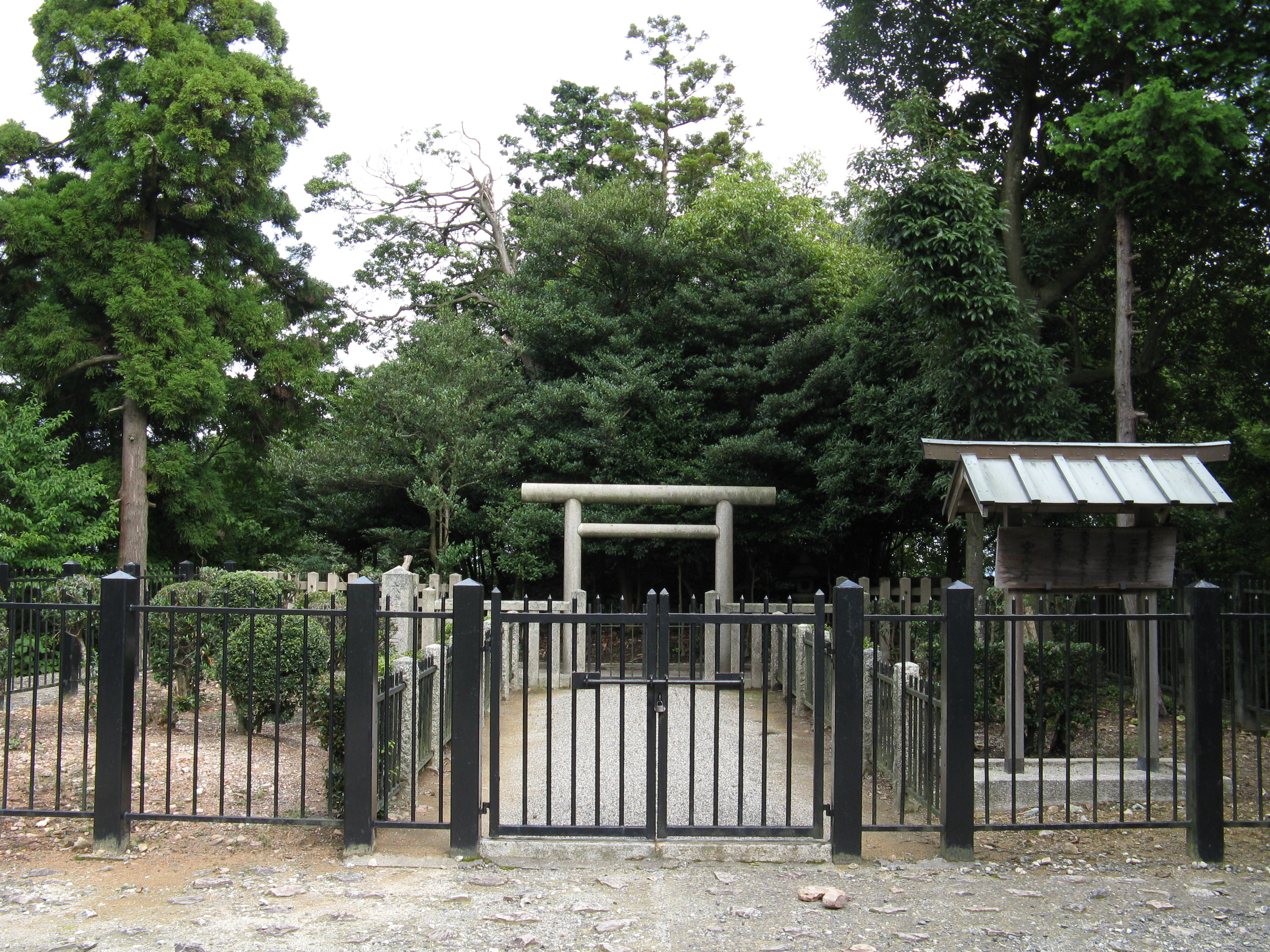
二上山城の二の丸付近にある大津皇子二上山墓

この城は大和国と河内国の国境にある二上山山上に築城された。二上山に城郭を築いたのが楠木正成で、楠木氏河内国七城の一つであると思われているが確証がない。室町時代初期、河内国守護畠山氏が高屋城の支城として二上山城を設けたとも思われている。
明応8年（1499年）に大和国へ入国した赤沢朝経が二上山城に入城して畠山尚順をはじめとする筒井氏、十市氏に従う国人衆を制圧した。しかし永正4年（1507年）6月23日永正の錯乱で細川政元が暗殺（永正の錯乱）されると、赤沢軍は総崩れになってしまった。同年6月25日に赤沢軍に属していた和田源四郎という人物が二上山城に逃れてきたが、『多聞院日記』によると桜井周辺で大和国の国人衆に遭遇し敗死してしまった。
同年8月に政元の養子の1人・澄元が政権を取ると朝経の養子・長経が大和国に侵攻、これに対して大和国の国人衆は同年11月13日に二上山城を含む各地で「一国一揆」をおこすが敗退してしまう。

その後天文10年（1541年）8月に木沢長政が改修した。今日に見られる二上山城の城郭は木沢長政時代に築城したと思われる。しかし、その木沢長政も翌天文11年（1542年）3月17日に太平寺の戦いで討ち死にすると信貴山城と二上山城は陥落してしまったと思われている。しかし『日本城郭大系』では「確証はない」としながらも、松永久秀が信貴山城の城主の時に岡氏が当地区を支配し松永久秀軍に属していたこともあって、木沢長政時代同様、信貴山城と二上山城の両城に布陣した可能性を示唆している。

## 城郭
| 二上山城の主郭にある葛木坐二上神社の拝殿 |  | 本丸の西側にある空堀跡 |
| 二上山城の主郭にある葛木坐二上神社の拝殿 |  | 本丸の西側にある空堀跡 |

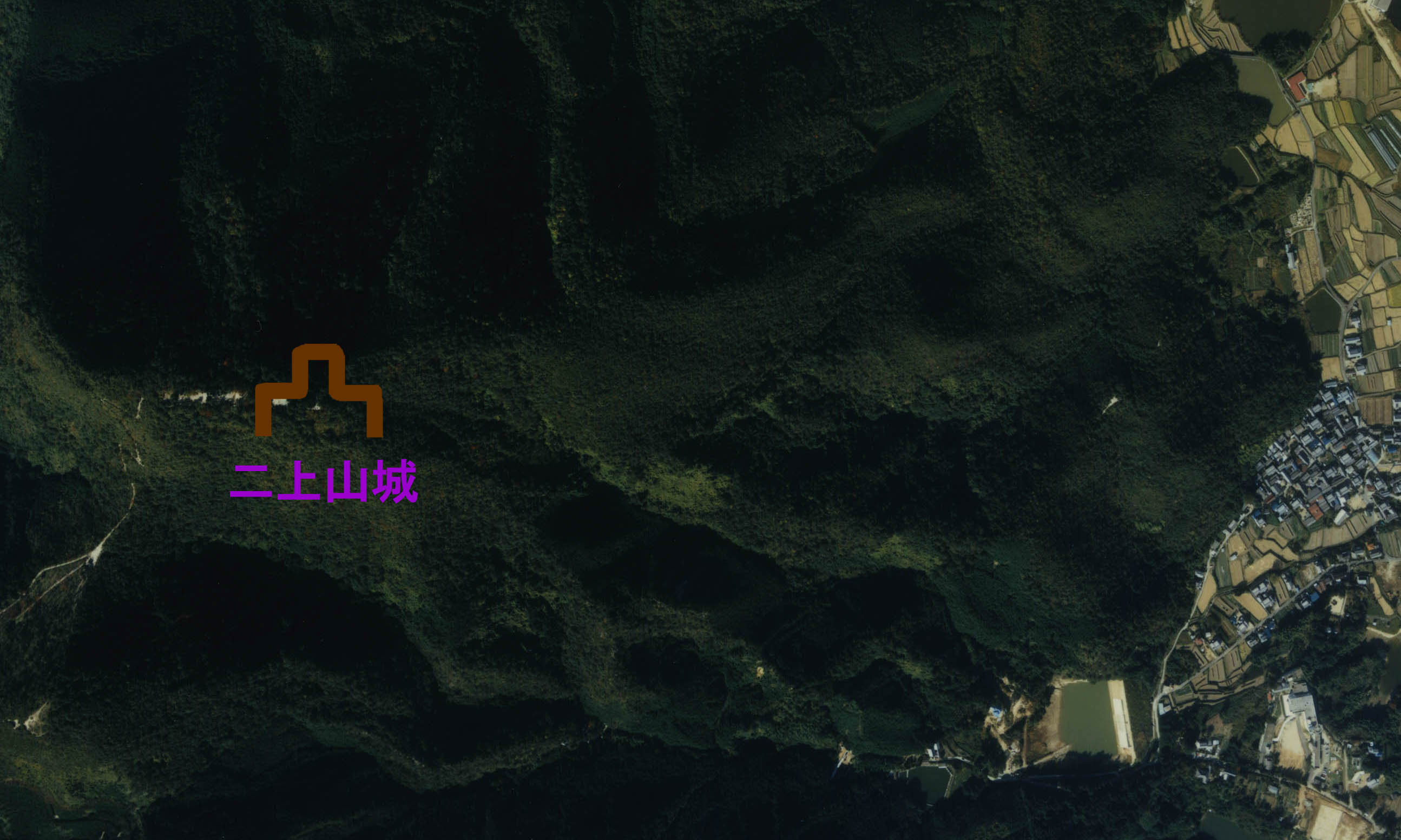
二上山城の城郭部分/

二上山は雄岳と雌岳の両峰からなりなっており、二上山城は北の雄岳の山上にある。山頂は東西170mの西高東低の二段からなる長大な曲輪で、二の丸と呼ばれている場所に大津皇子の墓がある（但し、大津皇子の墓ではないとする説もある）。陵墓は後世に整備させたようであるが、二上山城時代にはこの周辺に櫓台か土塁があったと思われている。陵墓は石垣が補修され公園化されているので、城の面影は少ないが登り道の斜面には三段の帯曲輪が東西に走っている。本丸と呼ばれる曲輪の東側には葛木坐二上神社の拝殿がある。本丸から更に西側に向うと、帯曲輪、空堀、土塁と続き六段の曲輪がある。この部分は公園化されていないので、曲輪の形が現在でも確認できる。二上山の雌岳側にも腰曲輪の城郭があったと言われているが、全体の崩れがあり城郭部分が明確に判断出来にくい状態になっている。
二上山城の山続きの北1kmには岡氏の居城であった岡城、南に900mには万歳山城があり二上山城は両城を抑えることが可能な位置にある。

## 城跡へのアクセス
- 電車でのアクセス
  - 近畿日本鉄道　南大阪線　二上神社口駅　→　徒歩　→　葛木倭文座天羽雷命神社
- 車でのアクセス
  - 西名阪自動車道　柏原インターチェンジ　→　国道165号　→　葛木倭文座天羽雷命神社
  - 南阪奈道路　太子インターチェンジ　→　香芝太子線　→　国道165号　→　葛木倭文座天羽雷命神社（近隣に駐車場無し）
    - 徒歩でのアクセス
      - 葛木倭文座天羽雷命神社　→　徒歩（行き約2時間、帰り約1時間）　→　雄岳の山上